# Fejervarya nicobariensis
Espèce
Synonymes
- Rana gracilis var. nicobariensis Stoliczka, 1870

Statut de conservation UICN

 EN B1ab(iii) : En danger
Fejervarya nicobariensis est une espèce d'amphibiens de la famille des Dicroglossidae.

## Répartition
Cette espèce est endémique des îles Nicobar dans le territoire des îles Andaman-et-Nicobar en Inde.

## Étymologie
Son nom d'espèce, composé de nicobar(i) et du suffixe latin -ensis, « qui vit dans, qui habite », lui a été donné en référence au lieu de sa découverte, les îles Nicobar.

## Publication originale
- Stoliczka, 1870 : Observations on some Indian and Malayan Amphibia and Reptilia. Journal of the Asiatic Society of Bengal, vol. 39, no 2, p. 134-157 (texte intégral).